# 集煙装置

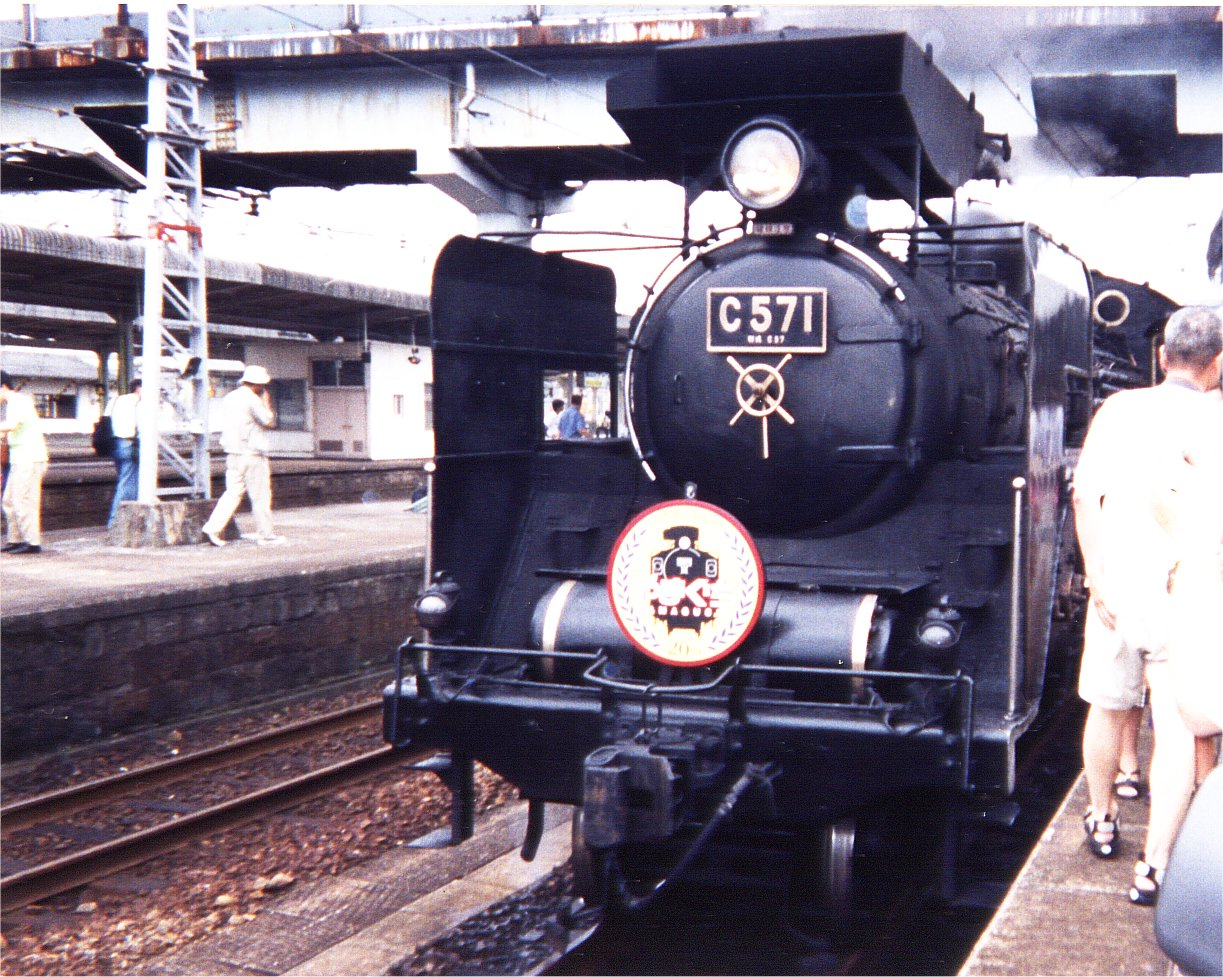
ヘッドライトの後方についている四角い物体が集煙装置

集煙装置（しゅうえんそうち）は、蒸気機関車の煙突に取り付けて煙の流れを誘導する部品である。上部に蓋があり、トンネルなどを通過する際にこの蓋を閉じることで煙の流れを変え、煙が車体にまとわりついたり運転室などに入り込むのを防ぐ役割を果たす。
長年にわたって、連続急勾配と多数のトンネルを擁する北陸本線の難所を担当し、煤煙に悩まされ続けていた敦賀機関区で、1951年に当時同区区長であった増田栄によって考案された。
その後、同様の悩みを抱える各線区の担当工場で同種の装置が製作され、主にトンネルの多い勾配区間を抱え条件の厳しい山岳線を中心に採用された。

## 開発経緯
集煙装置開発の発端となった敦賀機関区は、北陸本線の最難所として知られていた木ノ本 - 今庄間の中間に位置し、貨客双方の列車を担当する、北陸本線の要衝の一つであった。
敦賀機関区所属機が列車牽引を担当する区間のうち、木ノ本 - 敦賀間は小断面かつ全長1,352メートルの柳ヶ瀬トンネルの前後に最大25パーミルの急勾配かつ急曲線が連続するという過酷な線形であり、また敦賀 - 今庄間も14キロメートルに渡って25パーミルの連続急勾配と11ものトンネルが連続するという、こちらも非常に厳しい軌道条件であった。
それゆえ、この区間では北陸地方の大動脈である北陸本線の輸送力を確保するため、早い時期から補助機関車の連結による牽引定数の増強策が講じられており、戦前には強力な9900形（1928年にD50形に形式変更）の集中配置を行うなど、機関車としての再粘着性能や牽引力を特に重視した、文字通り機関車の極限性能を引きずり出すような過酷な運用が実施されていた。
だが、大型のD50形の投入は輸送力強化に貢献した一方で、明治期以来の小断面トンネルが多数存在するこれらの区間での運用に深刻な問題を投げかけることともなった。
D50形の就役開始から間もない1928年、これらの区間のトンネル内で列車が空転してトンネル内に立ち往生した際に、機関車（牽引機はD50 64・206の2両）から発生した煤煙が狭いトンネル内に充満、これによって3名もしくは5名の乗務員が窒息死するという事故（北陸線柳ヶ瀬トンネル窒息事故）が発生したのである。乗務員の死者は12名、救援に入った犠牲者も含めると15名が窒息死したという主張も存在する。。
そこで特に全長が長く問題の深刻な柳ヶ瀬トンネルなどでは1933年以降、列車通過直後にトンネル入り口に遮蔽幕を下ろし、煤煙の逆流を物理的に阻止するなどの対策が取られたが、列車運行頻度の制約も手伝って、十分な効果が得られなかった。
この問題については鉄道省も把握しており、戦前の段階で既に抜本的な解決策となる、路線変更による線増および勾配緩和計画が立案・策定されていた。1928年には柳ヶ瀬に新たなトンネルを掘り、米原 - 今庄間を直流電化してD50形に代わりEF52形電気機関車を走らせる計画が存在した。木ノ本 - 敦賀間については1938年11月には延長5,170メートルの深坂トンネルを含む新ルートが着工されていた。だが、戦時中の資材難もあってその工事は一時中断され、戦後再着工されたものの完成は1957年までずれ込んだ。また、敦賀 - 今庄間についても同様に線形改良と線増が計画されたが、こちらは地形的な制約などから総延長13キロメートルに及ぶ北陸トンネルの建設が必要とされ、木ノ本 - 敦賀間の改良工事が完了する1957年にようやく着工されるといった有様であった。
D50形に代えて新たに導入された、D50形の改良後継機種とされるD51形は動軸重の軽減で入線可能線区が拡大された一方で、前後方向の重量バランスが後方に偏っており、特に重量級列車の登り勾配での牽き出し時には、牽き出しに伴う後方への重心移動もあいまって、軸重の大きな偏りが発生し、D50形でさえ急勾配のため従来から立ち往生や逆行を起こしている現状の北陸本線での運用状況を考慮すると致命的といって良い欠陥を抱えていた。この問題は「ナメクジ形」として知られる初期生産グループにおいて特に顕著であった。実際にもD51 1・2が1936年に敦賀機関区へ新製配置されたものの、その後わずか2年で稲沢機関区へ転出。以後このタイプは、他線区で蒸気の騰がりが悪いD50よりも、足（軸重）が特に軽いため空転しやすい初期生産D51のほうが使いやすいと判明してもなお、北陸本線の電化までの蒸気機関車運用期間を通じ、敦賀機関区へ配置されなかった。なお、D51形は俗に標準型と呼ばれる中期生産グループにおいて、給水温め器を煙突前へ移設するなど重心位置の修正を目的とした大がかりな再設計が行われ、この問題の解決が図られたが、当初の設計条件の枠内では重量貨物列車牽き出し時の空転癖を完全には解決できなかった。そのため戦時中以降、軸重増大を許容し死重積載を行うことで、重心の補正と粘着力の改善を図っている。そののち、D51形は操縦に馴れるにつれD50形よりもむしろ優秀であることがわかり一転して各機関区がD51の配置を希望されるようになる。
この新型機を、それも石炭をはじめとする燃料の供給状況が極端に悪化し、山岳線であっても灰分が多く低カロリーの、つまり粗悪な品質の石炭で運用することを強いられた結果、第二次世界大戦後の北陸本線では勾配区間における空転と煤煙の問題が特に深刻化した。

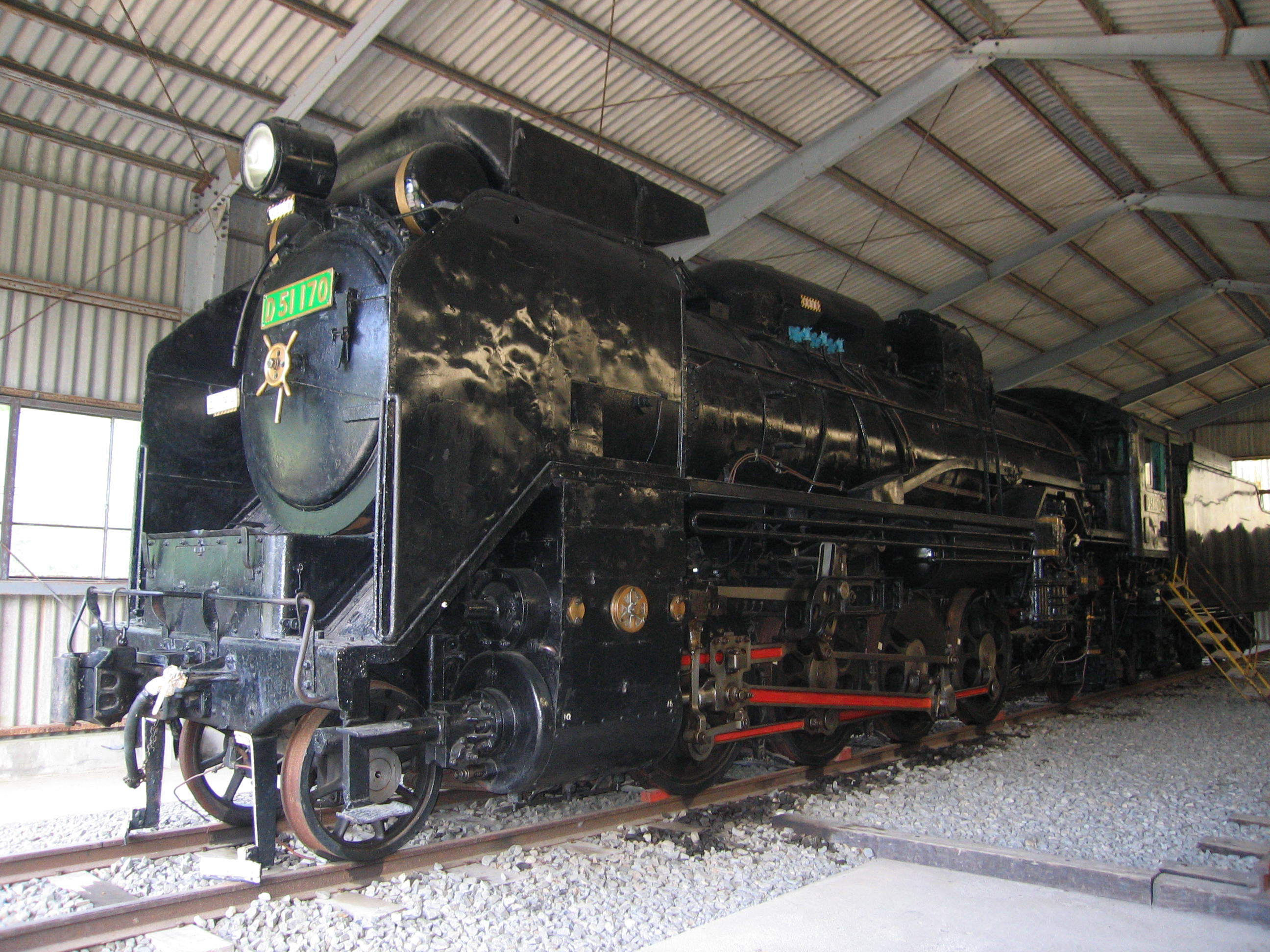
D51 170
集煙装置および重油併燃装置装備

この様な状況下にあって、輸送力維持の社会的要請を背景として所属乗務員に過酷な勤務を強いざるを得なかった敦賀機関区では、乗務員や乗客を苦しめる煙害について様々な対策を独自に検討、試行錯誤を繰り返していた。
そして、石油系の燃料事情が好転し始めた1951年にようやく実用化にこぎ着けたのが、ボイラーの蒸気ドーム後方に重油タンクを搭載、重油を石炭とともに燃焼させることで発熱量を増大させ、勾配区間における機関助士の投炭作業軽減と煤煙発生量の減少を図る重油併燃装置と、煙突部に装着しトンネル区間に限り煙突からの煙を後方へ排出させることで、車体側面への煙の降下を抑止する集煙装置の2つの装置であった。
これらはまず敦賀機関区のD51 322に補助除煙板とともに装備されて試験が開始され、問題となった木ノ本 - 今庄間で絶大な効果を発揮した。試験結果は運転室内への煙の進入を防ぎ、また温度上昇を抑え、乗員の環境を著しく改善したと書かれている。
この実験結果を反映し、特に不要と判断された補助除煙板を除く2つの装置は1952年以降敦賀機関区のみならず北陸本線に配置される50両以上のD51形の標準装備となり、さらには同様の問題に悩む全国各地の山岳線区に広く普及するに至った。

## 原理

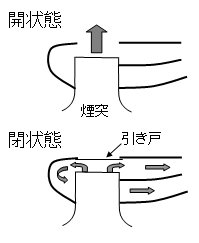
集煙装置を横から見た断面図

蒸気機関車では、燃料を燃やした後の排気ガスを煙突から上方に吹き出している。トンネルなど上部に障害物がある空間では、噴出した煙がトンネル上部に当たって跳ね返り、運転室や客室に入り込んで機関士や旅客を苦しめることがあった。特に酷い場合には機関士・機関助士が窒息して倒れて列車が暴走し、事故につながる場合もあった。
集煙装置は、こうした障害物のある場所で煙の流れを通常と変えることで、煙が障害を引き起こさないようにする装置である。通常時は上部が開放されており、集煙装置のない機関車と同じように上部へ煙が排出される。トンネルに入るときなどには、乗務員の操作で引き戸が閉じられる。これにより煙は通常と異なり、集煙装置の後方から排出されるようになる。勢いよくトンネルの上部に当たるのではなく、トンネルの上方空間に沿うように排出されることで、運転室や客室に煙が入りにくくなるという効果があった。

## 構造
集煙装置は、日本の国鉄では制式装備品として量産されず、蒸気機関車を運用する各現場の必要に応じ、各鉄道工場で製作し取り付けられる追加装備であった。
このため、国鉄本社による設計図面は存在せず、オリジナルとなった敦賀式の他、以下の各国鉄工場で独自に設計製作されたことが確認されている。
- 手動式
  - 郡山工場
  - 長野工場
  - 松任工場
  - 後藤工場（一部）
- 動力式（空気式）
  - 鷹取工場
  - 広島工場
  - 多度津工場
  - 後藤工場
  - 鹿児島工場

以上の各工場では搭載機関車の構造や、運用線区の条件などを考慮して装置の設計を行った。このためそれぞれ基本的な動作原理は同一ながら形状や寸法には大きな相違が生じ、特に前面に開口部を設けた長野工場式と巨大な鹿児島工場式、そして唯一集煙胴がスライドする構造の郡山工場式は一見して判別が可能なほどの個性を備えていた。
なお、集煙装置は上に示したように引き戸の動作方式で2グループに大別され、空気圧で操作して開閉する動力式のものと、運転室での手動操作をロッドを伸ばして伝達して開閉する手動式のものが存在した。空気圧式のものは機関士が、手動式のものは機関助士が操作するのが通例であった。集煙装置の上部開口部に沿ってレールが付けられており、引き戸はこれに沿って前後するようになっていた。

## 使用例
その最初の実用例となった敦賀式がそうであったように、その多くは北陸本線や中央本線などの急峻かつトンネルの多い軌道条件の山岳線区へ配置のD51形に搭載されたが、他に以下の各形式への搭載が確認されている。
- 貨物機
  - 9600形
  - D50形
  - D52形
  - D60形
  - D62形
- 旅客機
  - C51形
  - C56形
  - C57形
  - C58形
  - C62形

なお、集煙装置装着車の配置は北海道以外の日本全国に分布しているが、その多くは中部・北陸地方以西に集中していた。
現在動態保存中の蒸気機関車では、山口線のC57 1に取り付けられているが、これは1979年の山口線での運転開始に際し、同線が25パーミルの連続急勾配に延長約1.9キロメートルの田代トンネルを筆頭とする多数のトンネルを擁する、柳ヶ瀬越えと同様の厳しい軌道条件であったことから特に強く煙害対策が求められ、予備機であるC58 1とともに煙突を100ミリメートル短縮の上で、沿線火災防止策としての回転式火の粉止めとともに搭載されたものである。
この装置の製作は同機の保守を担当していた鷹取工場が行ったが、製作当時鷹取工場オリジナルの集煙装置の設計資料は既に破棄されていて発見されず、やむなく図面が保存されていた長野工場式のD51形用を基本として、引き戸の動力源に電車用ドアエンジンを追加した動力式のものが製作された。このため、本来はボイラー径が1ランク上のD51形用図面をほぼそのまま転用した関係で、特に細身のC57形のボイラーにはミスマッチな組み合わせとなり、運転開始時には「貴婦人が陣笠を被ったようだ」などと揶揄された。
この他、2010年には上越線を中心に活躍するD51 498にも集煙装置の取り付けが行われた。こちらは同年初夏に中央本線の甲府 - 小淵沢で運行された「SLやまなし号」のための装備であり、同装置はそれに合わせて新規製作されている。なお、これまでに実在した集煙装置にはないオリジナルタイプとされており、鷹取式を模した長野式集煙装置と称している。同装置は手動式で、中央本線の低トンネルの車両限界に合わせているため、砂箱・ドームよりも若干低めである。また、これに伴いこの寸法に合わせた短い煙突も新規製作し、同装置を装着する際に既存の煙突と交換した上で装備を行っている。同機に装着された同装置は、2011年夏の群馬デスティネーションキャンペーン開催直前まで取り付けて運行、現在は元のスタイルに戻されている。

## 特殊排煙装置
敦賀式集煙装置が開発されたのと同じ1950年代前半、国鉄小倉工場でもトンネル内での排煙の誘導策として九州工業大学の葛西泰二郎教授が考案した特殊排煙装置を試作、C57 190に装着して試験を実施している。
この装置は、取り付け対象車の除煙板を撤去し、煙突前面から蒸気ドーム前部にかけて平面形状がY字型となる大型の風洞を搭載、高さを短縮された煙突の上部に円盤を90度回転させることで上面の開口部を閉ざすシャッター式の開閉装置を取り付け、必要に応じてこれを閉じることで前面の開口部から導入された空気とともに煙突からの煙を後方へ送り、蒸気ドーム前方左右に設けられた排煙口いずれかあるいは双方のシャッターを開いて選択的に排煙するという装置である。
敦賀式集煙装置が煙突上部のスライド式開閉装置のみと単純な機構とされ、装置そのものもコンパクトであったのと比較すると、この装置は3か所に開閉装置を設ける必要があってそれらが確実に、かつ正しく開閉動作する必要があり、しかも風洞の構造が複雑でその工作も難しいなど、機構面でいくつかの問題点を抱えていた。
そのため、敦賀式集煙装置の実用化でその開発の必要性が薄れ、搭載車となったC57 190は和歌山機関区への転属までに装置を撤去され、除煙板を再度装着して原状に復されている。